# ラブ・セカンド・サイト はじまりは初恋のおわりから
『ラブ・セカンド・サイト はじまりは初恋のおわりから』（ラブセカンドサイトはじまりははつこいのおわりから、Mon inconnue）は、2019年のフランス・ベルギーの恋愛ファンタジー映画。監督はユーゴ・ジェラン、出演はフランソワ・シヴィルとジョセフィーヌ・ジャピなど。
運命の恋に落ちて結婚してから10年後、人気作家となった夫が、妻であるはずの女性が自分のことを知らない別の世界に迷い込んでしまったことから、彼女との恋愛関係を改めて一から築き直そうと悪戦苦闘する姿を描いている。
ガブリエル(オリヴィアの祖母)役エディット・スコブの遺作となった。

## キャスト
- ラファエル: フランソワ・シヴィル
- オリヴィア: ジョセフィーヌ・ジャピ
- フェリックス: バンジャマン・ラヴェルネ（フランス語版） - ラファエルの親友。同僚教師。
- メラニー: カミーユ・ルルーシュ（フランス語版） - ラファエルの同僚教師で恋人。
- マルク: アモリ・ドゥ・クレヤンクール（フランス語版） - オリヴィアのエージェントで恋人。
- ガブリエル: エディット・スコブ - オリヴィアの祖母。

## 作品の評価

### 映画批評家によるレビュー
アロシネによれば、フランスの25のメディアによる評価の平均点は5点満点中3.9点となっている。
Rotten Tomatoesによれば、8件の評論のうち高評価は50%にあたる4件で、平均点は10点満点中4.7点となっている。

### 受賞歴
第45回セザール賞でバンジャマン・ラヴェルネが助演男優賞にノミネートされたが、受賞はならなかった。